# Protohistoria
El término protohistoria (del griego πρωτο proto ‘primero’ y del latín historia y este a su vez del griego ἱστορία historía) se refiere a una fase no muy bien definida que se situaría entre el final de la prehistoria y el principio de la historia antigua. El promotor del término ha sido el arqueólogo francés Jean Guilaine, aunque el término fue acuñado en 1881 por Gabriel de Mortillet.  Sus límites temporales son algo difusos y se suelen encontrar varias interpretaciones:
- Según la clásica, la protohistoria estudiaría a aquellos grupos humanos ágrafos de los que se tienen noticias escritas gracias a fuentes indirectas contemporáneas: de los iberos o La Tène, por ejemplo, nos dieron cuenta los escritores griegos y romanos. Esta definición limita la protohistoria a la Segunda Edad del Hierro.
- Para la escuela francesa, las sociedades protohistóricas europeas serían aquellas que se desarrollaron a la vez de las que ya utilizaban la escritura en Oriente Próximo. Se trataría así de una prehistoria reciente que abarcaría desde el Calcolítico a la Edad del Hierro.[3]
- Por último, según una interpretación más moderna y amplia, estudiaría a aquellas sociedades que se encontraban en la transición hacia la cultura escrita y, a su vez, en proceso de formación del estado. En Europa, igualmente, haría referencia a la Edad de los Metales, pero para el resto del mundo tendría unas connotaciones más dilatadas.

Dentro de este período en Europa se desarrollaron numerosas entidades políticas , centralista qué coincidieron con el inicio de la escritura y de la metalurgia. Esas sociedades produjeron inicialmente documentos epigráficos breves y, posteriormente, crónicas extensas, considerándose a partir de ese punto que entraron en la historia antigua.

## Protohistoria europea